# راه فراری نیست (فیلم ۲۰۲۰)
راه فراری نیست (به انگلیسی: No Escape) یک فیلم ترسناک و معمایی آمریکایی محصول سال ۲۰۲۰ به نویسندگی و کارگردانی ویل ورنیک با بازی کیگان آلن، هالند رودن و دنزل ویتاکر است.

## داستان
فیلم در مورد یک شخصیت فعال شبکه‌های اجتماعی به نام ارین است که همراه با دوستان خود به مسکو سفر کرده و در طول سفر از تمام لحظات فیلمبرداری می‌کرد. ارین که همیشه به دنبال کشف مسائل جدید و شکستن محدودیت‌ها برای جذب مخاطب بیشتر است، تصمیم می‌گیرد تا به همراه دوستانش وارد دنیایی خطرناک و پر رمز و راز شود اما…

## انتشار فیلم
این فیلم در ۱۸ سپتامبر ۲۰۲۰ در سینماها و به صورت درخواستی و دیجیتال منتشر شد.